# Шеппінген
Шеппінген (нім. Schöppingen) — громада в Німеччині, знаходиться в землі Північний Рейн-Вестфалія. Підпорядковується адміністративному округу Мюнстер. Входить до складу району Боркен.
Площа — 68,77 км2. Населення становить 6759 ос. (станом на 31 грудня 2020).